# 行列のスペクトル
数学の分野において、（有限次元）行列のスペクトル（ぎょうれつのスペクトル、英: Spectrum of a matrix）とは、その固有値の集合のことを言う。この概念は、無限次元の場合に作用素のスペクトルへと拡張される。行列の行列式は、その各固有値の積に等しい。同様に、行列の跡（トレース）は、その各固有値の和に等しい。この観点から、特異行列に対する擬行列式を、そのゼロでない各固有値の積として定義することが出来る（多変量正規分布の密度と求める上で、この概念が必要となる）。

## 定義
V を、ある体 K 上の有限次元ベクトル空間とし、T: V → V をある線型写像とする。T の固有ベクトルとは、ある λ∈K に対して Tx=λx を満たすようなゼロでないベクトル x ∈ V のことを言い、このときの値 λ のことを T の固有値と言う。そのような固有値からなる集合のことを、T のスペクトルと言い、σT と表す。
今、K 上の V の基底 B を固定し、M∈MatK(V) をある行列とする。線型写像 T: V→V を各点ごとに Tx=Mx で定義する。但し、右辺の x は列ベクトルと解釈され、M は x に対する行列乗算である。今、 x∈V が T の固有ベクトルであるなら、それは M の固有ベクトルであると言うことにする。同様に、λ∈K が T の固有値であるなら、それは M の固有値であると言うことにし、σM と書かれる M のスペクトルは、そのような固有値の集合のことを言う。